# 호세 페르난데스 (1992년)
호세 델핀 페르난데스 고메스(José Delfín Fernández Gómez, 1992년 7월 31일 ~ 2016년 9월 25일)는 쿠바 출신의 전 메이저 리그의 야구선수였다. 팀은 마이애미 말린스에 소속되어 있었으며, 투수로 활약했었다.

## 수상 타이틀 경력
- 내셔널리그 신인왕 : 2013년
- 메이저 리그 올스타전 선출 : 2013년 2016년

## 연도별 투구 성적
| 연 도        | 소 속        | 등 판 | 선 발 | 완 투 | 완 봉 | 무 4 구 | 승 리 | 패 전 | 세 이 브 | 홀 드 | 승 률 | 타 자 | 이 닝 | 피 안 타 | 피 홈 런 | 볼 넷 | 고 4 | 몸 맞 | 탈 삼 진 | 폭 투 | 보 크 | 실 점 | 자 책 점 | 평 자 책 | W H I P |
| ------------ | ------------ | ----- | ----- | ----- | ----- | ------- | ----- | ----- | -------- | ----- | ----- | ----- | ----- | -------- | -------- | ----- | ---- | ----- | -------- | ----- | ----- | ----- | -------- | -------- | ------- |
| 2013년       | MIA          | 28    | 28    | 0     | 0     | 0       | 12    | 6     | 0        | 0     | .667  | 681   | 172.2 | 111      | 10       | 58    | 5    | 5     | 187      | 3     | 1     | 47    | 42       | 2.19     | 0.98    |
| 2014년       | MIA          | 8     | 8     | 0     | 0     | 0       | 4     | 2     | 0        | 0     | .667  | 205   | 51.2  | 36       | 4        | 13    | 1    | 0     | 70       | 2     | 1     | 19    | 14       | 2.44     | 0.95    |
| 2015년       | MIA          | 11    | 11    | 0     | 0     | 0       | 6     | 1     | 0        | 0     | .857  | 265   | 64.2  | 61       | 4        | 14    | 0    | 2     | 79       | 2     | 0     | 21    | 21       | 2.92     | 1.16    |
| 2016년       | MIA          | 29    | 29    | 0     | 0     | 0       | 16    | 8     | 0        | 0     | .667  | 737   | 182.1 | 149      | 13       | 55    | 6    | 6     | 253      | 9     | 1     | 63    | 58       | 2.86     | 1.12    |
| MLB통산：4년 | MLB통산：4년 | 76    | 76    | 0     | 0     | 0       | 38    | 17    | 0        | 0     | .691  | 1888  | 471.1 | 357      | 31       | 140   | 12   | 13    | 589      | 16    | 3     | 150   | 135      | 2.58     | 1.05    |

## 사망
2016년 9월 25일 미국 플로리다 주 마이애미에서 보트 전복사고로 사망했다. 메이저리그에서 유망했던 선수의 갑작스러운 죽음 소식에 야구계는 충격에 휩싸였다. 사고 다음 날 선발 등판이 예고되어 있어서 더 큰 안타까움을 주었다. 추모의 뜻으로 그날 있었던 홈경기는 취소되었다. 야구계 거의 모든 유명인사들이 그를 추모했고, 그의 등번호 16번은 영구 결번 처리되었다. 생전 소속팀 마이애미 말린스 선수들은 시즌이 끝날때까지 그의 이름과 등번호가 적힌 유니폼을 입고 출장했다.